# Tomkus
Tomkus ist ein litauischer männlicher Familienname, abgeleitet von Tomas.

## Weibliche Formen
- Tomkė, neutral
- Tomkutė, ledig
- Tomkuvienė, verheiratet

## Personen
- Vitas Tomkus (* 1956), Journalist und Redakteur
- Vytenis Tomkus (* 1980), Jurist und Politiker, Bürgermeister von Kaišiadorys
- Žilvinas Tomkus (* 1981), Verteidigungspolitiker, Vizeminister